# كيد النساء (فلم 1950)
كيد النساء هو فيلمٌ مصريٌ أُنتج عام 1950. قصة الفيلم مستوحاة من مدرسة الأزواج لموليير.

## قصة الفيلم
تبدأ القصة عندما يقوم الثري منير بتربية طفلة يتيمة في الريف، بينما تقوم برعايتها امرأة بلهاء. وكان يرغب في العيش في الريف حتى لا تتعلم كيد النساء. وبعدها تكبر الفتاة، ويظهر جمالها، ويُعجب الثري بها، ولكنها تبادل الحب شاب في سنها. وتبدأ الفتاة في إعطاء دروسٍ لمربيها لتُبين له قدرتها على إثبات كيد النساء، وبعدها يبدأ الثري في الاحتيال لكي تتقبل حبه، لكنها تتمسك بحبيبها.

## وصلات خارجية
- مقالات تستعمل روابط فنية بلا صلة مع ويكي بيانات
- كيد النساء على الدهليز
- كيد النساء على كاروهات